# Opelousas
Opelousas è una città degli Stati Uniti d'America, capoluogo della parrocchia di St. Landry nello Stato della Louisiana.
Situata al centro della regione dell'Acadiana, è conosciuta come la capitale della musica cajun.